# Bostanabad (Verwaltungsbezirk)
Bostanabad (persisch شهرستان بستان آباد) ist ein Schahrestan in der Provinz Ost-Aserbaidschan im Iran. Er enthält die Stadt Bostanabad, welche die Hauptstadt des Verwaltungsbezirks ist. 

## Kreise
Der Verwaltungsbezirk gliedert sich in folgende Kreise:
- Zentral
- Tekmeh Dasch

## Demografie
Bei der Volkszählung 2016 betrug die Einwohnerzahl des Schahrestan 94.769. Die Alphabetisierung lag bei 79 Prozent der Bevölkerung. Knapp 26 Prozent der Bevölkerung lebten in urbanen Regionen.
| Zensusjahr | Einwohnerzahl |
| ---------- | ------------- |
| 2011       | 94.985        |
| 2016       | 94.769        |